# José Luis Redrado Marchite
José Luis Redrado Marchite OH (ur. 19 marca 1936 w Fustiñanie) – hiszpański duchowny katolicki, biskup, sekretarz Papieskiej Rady ds. Duszpasterstwa Służby Zdrowia w latach 1998-2011.

## Życiorys
Wstąpił do zakonu bonifratrów, 11 czerwca 1965 otrzymał święcenia kapłańskie. Pełnił różne funkcje w swoim zakonie. W latach 1986–2011 był sekretarzem Papieskiej Rady ds. Duszpasterstwa Służby Zdrowia.

## Episkopat
6 grudnia 1998 został wyniesiony przez Jana Pawła II do godności biskupa ze stolicą tytularną Aufinium. Sakry biskupiej 6 stycznia 1999 r. udzielił mu papież Jan Paweł II. Jest pierwszym członkiem zakonu bonifratrów, który został biskupem. 14 lipca 2011 przeszedł na emeryturę, a jego następcą został Jean-Marie Mate Musivi Mupendawatu.